# Francis Langley
Francis Langley (1550 – 1601) foi um construtor de teatros e produtor teatral na Londres de Isabel I. Depois de James Burbage e Philip Henslowe, Langley foi o terceiro empresário mais relevante no desenvolvimento do teatro isabelino.